# Mésange gracieuse
Pardaliparus venustulus
Espèce
Statut de conservation UICN

LC : Préoccupation mineure
La Mésange gracieuse (Pardaliparus venustulus) est une espèce d'oiseaux de la famille des Paridae. Cette espèce vit dans le centre et le Sud de la Chine.

## Description
Dans sa description de 1870, Robert Swinhoe indique que cette espèce mesure environ 100 mm, que son aile fait 68 mm, sa queue 68 mm et son bec 9 mm.

## Classification
Le nom valide complet (avec auteur) de ce taxon est Periparus venustulus (Swinhoe, 1870).
L'espèce a été initialement classée dans le genre Parus sous le protonyme Parus venustulus Swinhoe, 1870,.
Periparus venustulus a pour synonymes :
- Parus venustulus Swinhoe, 1870[2]
- Pardaliparus venustulus (Swinhoe, 1870)[1]

## Publication originale
- (en) R. Swinhoe, « Descriptions of seven new Species of Birds procured during a cruise up the River Yangtsze (China) », Proceedings of the Zoological Society of London, Londres, ZSL, vol. 1870,‎ 1870, p. 131-136 (ISSN 0370-2774, OCLC 1779524, BNF 32843178, lire en ligne).